# Massacre de Rock Springs
Pour les articles homonymes, voir Rock Springs.
Le massacre de Rock Springs, ou émeute de Rock Springs, a eu lieu le 2 septembre 1885 à Rock Springs dans le Wyoming, aux États-Unis.

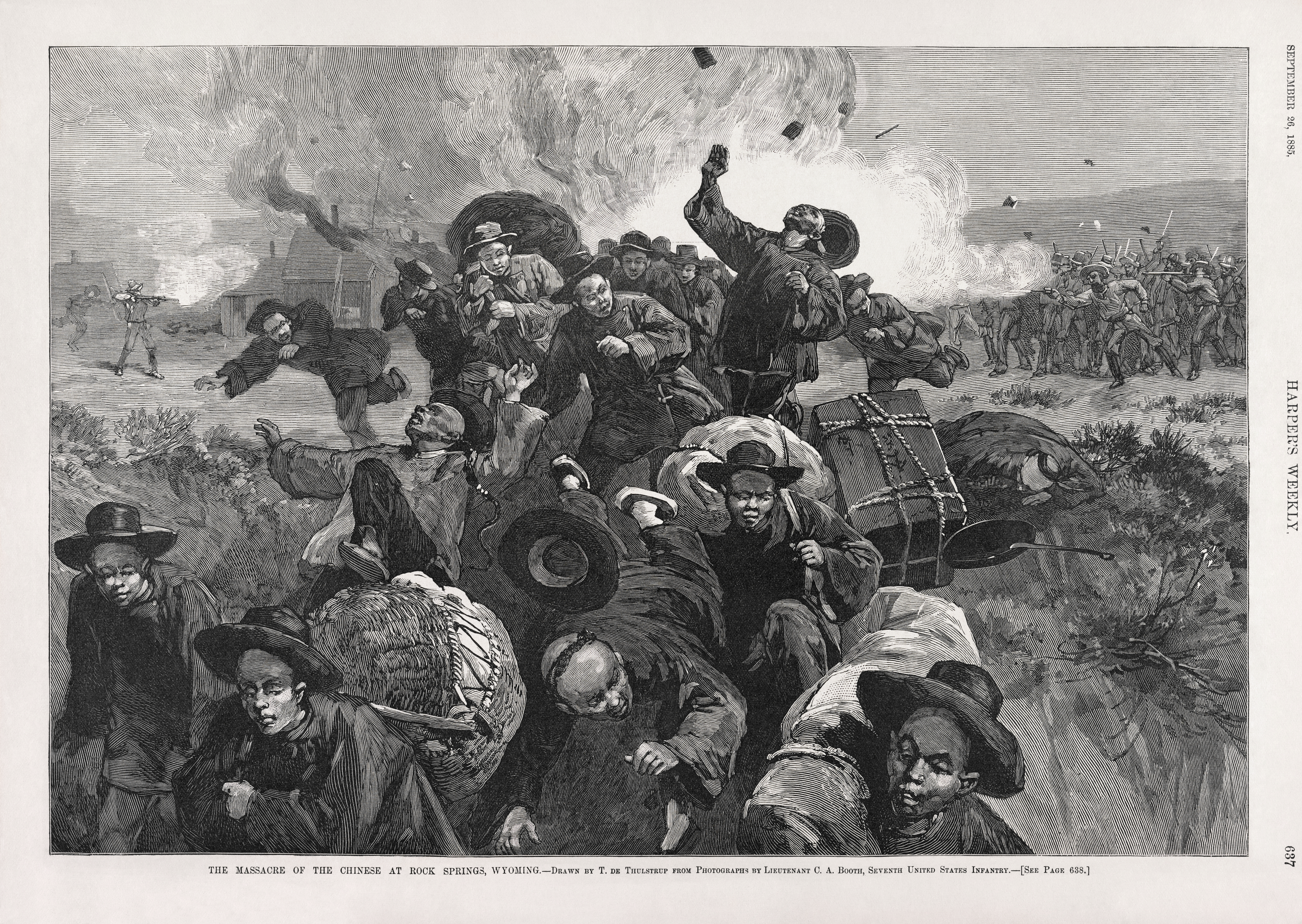
Gravure sur le massacre parue en 1885 dans le Harper's Weekly.

L'émeute a opposé des mineurs d'origine chinoise et des blancs, dans un contexte de tensions raciales, exacerbées par la décision de l'Union Pacific Coal Department de payer des salaires plus bas aux mineurs chinois. Au moins vingt-huit mineurs chinois ont trouvé la mort et quinze furent blessés, soixante-quinze maisons de chinois ont été incendiées, soit environ 150 000 dollars américains de dommages. 
La tension entre les blancs et les immigrants chinois était particulièrement élevée dans l'Ouest américain à la fin du XIXe siècle, en particulier dans la décennie précédant cet événement ; celui-ci a été la libération brutale du ressentiment anti-coolie accumulé depuis des années. La Loi d'exclusion des Chinois de 1882 suspendit l'immigration chinoise pendant dix ans, mais des milliers d'immigrants étaient déjà dans l'Ouest américain. 
Au début, les immigrants chinois du Territoire du Wyoming avaient des emplois liés au chemin de fer, mais beaucoup finirent par être employés dans les mines de charbon appartenant à l'Union Pacific. L'immigration chinoise augmentant, le sentiment anti-chinois des blancs crût en proportion. Les Chevaliers du travail, un des collectifs contre le travail des immigrants chinois dans le pays, a formé un groupe local à Rock Springs en 1883, et la plupart des émeutiers étaient des membres de ce mouvement. Aucune relation étroite n'a cependant été établie entre le déclenchement de l'émeute et les Chevaliers du Travail. 
Au lendemain de l'émeute, des troupes fédérales ont été déployées à Rock Springs. Elles ont escorté les mineurs survivants, qui pour la plupart avaient fui à Evanston et étaient de retour dans la ville une semaine après l'émeute. Les réactions au massacre ont été rapides : à Rock Springs, le journal local a fait siens les résultats de l'émeute, tandis que dans d'autres journaux du Wyoming, la compréhension pour l'émeute a été limitée à la sympathie pour la cause des mineurs blancs. Le massacre de Rock Springs déclencha une vague d'opposition à la violence envers les Chinois, en particulier dans la région de Puget Sound du Territoire de Washington.